# ناوشکن زد۸ برونو هاینمن
ناوشکن زد۸ برونو هاینمن (به انگلیسی: German destroyer Z8 Bruno Heinemann) یک کشتی بود که طول آن ۱۱۹ متر (۳۹۰ فوت ۵ اینچ) بود. این کشتی در سال ۱۹۳۶ ساخته شد.